# Großer Beginenhof Sint-Amandsberg

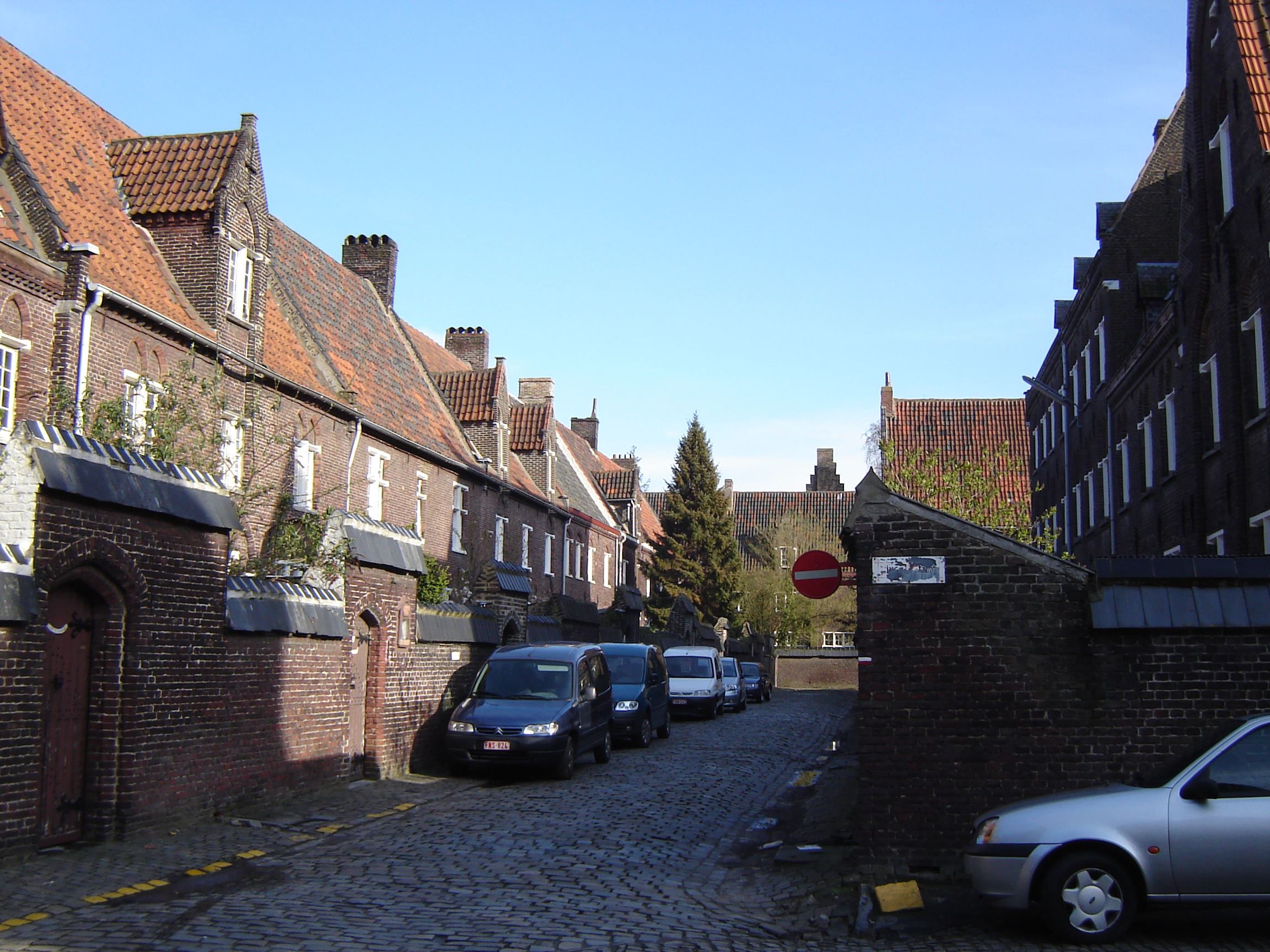
Großer Beginenhof Sint-Amandsberg

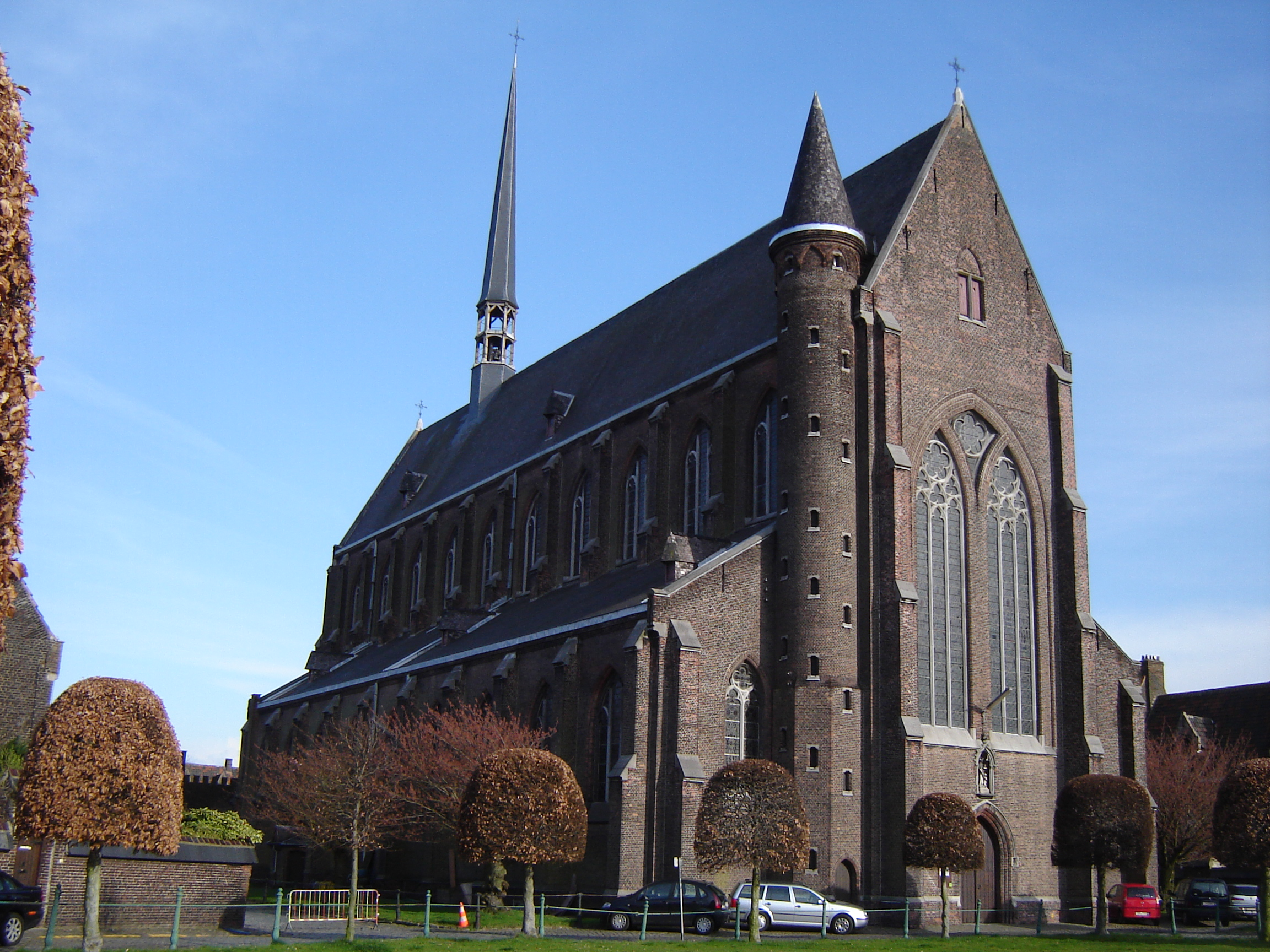
Beginenhofkirche Sint-Amandsberg

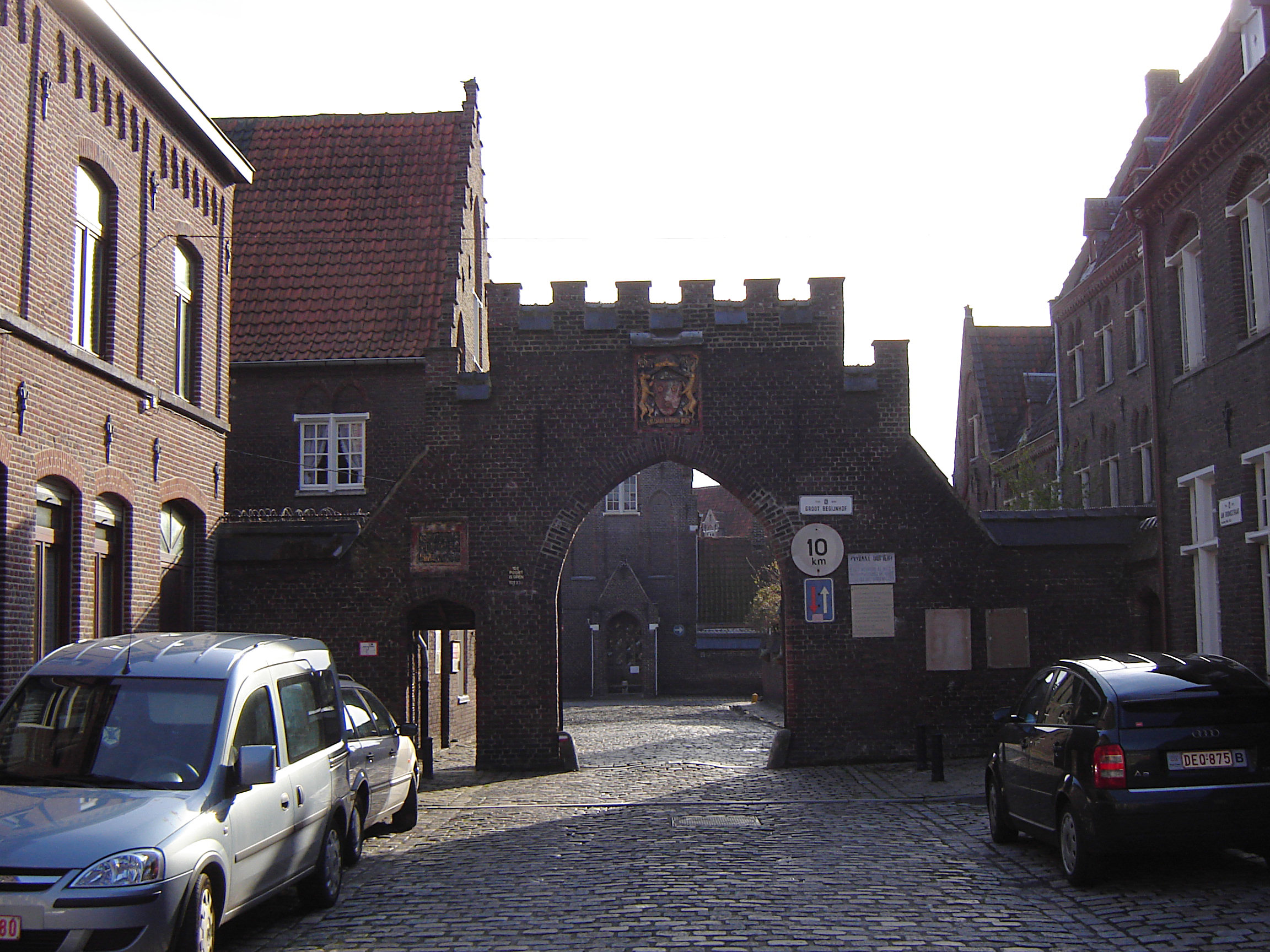
Eingangstor

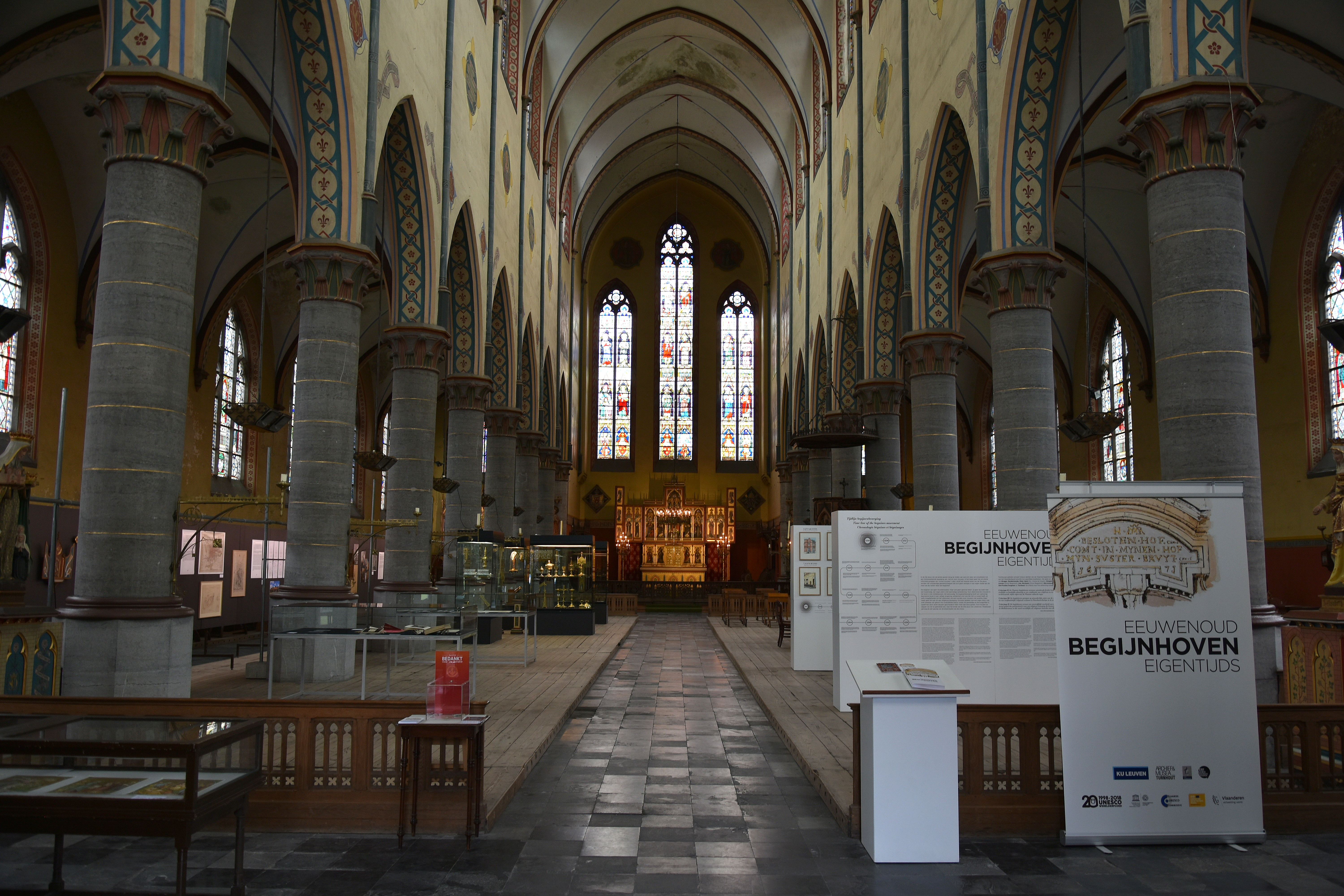
Innenansicht der Beginenhofkirche Sint-Amandsberg

Der Große Beginenhof Sint-Amandsberg (niederländisch Groot Begijnhof Sint-Amandsberg) ist ein Beginenhof in Sint-Amandsberg in der Nähe der belgischen Stadt Gent. Der Beginenhof wurde in den Jahren 1873–1876 außerhalb des Zentrums errichtet, als der alte Große Beginenhof Sint-Elisabeth im Zentrum von Gent aufgegeben wurde. Der Beginenhof umfasst eine Fläche von acht Hektar. Neben diesem Beginenhof vor den Toren Gents gibt es in der Stadt selbst noch den Alten Beginenhof und den Kleinen Beginenhof.

## Geschichte
Um 1234 gründete Johanna von Konstantinopel in der Stadt sowohl den Kleinen Beginenhof als auch den Alten Großen Beginenhof von St. Elisabeth. In der zweiten Hälfte des 19. Jahrhunderts geriet der Sint-Elisabethbegijnhof jedoch in Schwierigkeiten mit den liberal gesinnten Stadtbehörden von Gent. Die Stadt wuchs, und der Beginenhof befand sich an einem Standort, der für die Stadterweiterung geeignet war. Unter anderem wurden die Kanäle zugeschüttet und neue Straßen angelegt, wodurch der Beginenhof seinen geschlossenen Charakter verlor. Schließlich wurde eine Lösung außerhalb des Stadtzentrums gesucht.
Herzog Engelbert-August von Arenberg, der Jahre zuvor den Kleinen Beginenhof gekauft und gerettet hatte, wurde auch hier zum Retter. Er kaufte ein Grundstück am Sint-Baafskouter, wo 1873 mit dem Bau eines völlig neuen Beginenhofs begonnen wurde. Die Anlage wurde von dem Architekten Arthur Verhaegen entworfen und vollständig geplant. Baron Jean-Baptiste de Bethune entwarf die Beginenhofkirche. Sie wurde in der sehr kurzen Zeit von zwei Jahren gebaut. Es ist der einzige neugotische Beginenhof in Flandern. Achtzehn Unternehmer arbeiteten gleichzeitig daran. Der Beginenhof wurde am 29. September 1874 eingeweiht; die Kirche wurde am 28. September 1875 fertiggestellt und in den folgenden Jahren weiter verziert. Etwa 600 Beginen haben sich dort niedergelassen.
Im Jahr 1994 wurde der Beginenhof als Denkmal und als Stadtbild geschützt. Im Jahr 1998 wurde es als einer der Beginenhöfe Flanderns in die UNESCO-Welterbeliste aufgenommen. Die letzten Beginen starben im Januar und August 2003. Nach und nach erhielten die Gebäude weitere Funktionen von Privatpersonen. Sie beherbergen auch verschiedene Verbände und Institutionen, vor allem aus dem sozialen Bereich.

## Architektur
Auffällige Gebäude im Beginenhof sind:
- Beginenhofkirche der Heiligen Elisabeth von Ungarn, des Heiligen Michael und der Heiligen Engel
- Kapelle St. Antonius von Padua

Der Beginenhof wurde auf einem acht Hektar großen Gelände angelegt. Er besteht aus drei Plätzen, die von acht Straßen umgeben sind, an denen achtzig Häuser und vierzehn Gemeinschaftsgebäude gebaut wurden. Außerdem verfügt der Beginenhof über ein großes Haus für die Großmeisterin, eine Krankenstation, eine Kapelle, die dem Heiligen Antonius von Padua geweiht ist, und in der Mitte eine große dreischiffige Beginenhofkirche. Der Beginenhof ist mit einer Mauer umfriedet und hat zwei Eingangstore. Alle Häuser und Konvente, mit Ausnahme des Großen Hauses, haben einen Vorgarten und sind von einer Mauer umgeben. In diesen Gartenmauern befinden sich Heiligenstatuen in Nischen über oder neben den Toren.

## Beginenhofkirche
Die Beginenhofkirche Sint-Elisabeth ist ein neugotisches Kirchengebäude im Genter Stadtteil Sint-Amandsberg. Sie war die Beginenhofkirche des Großen Beginenhofs Sint-Amandsberg, der im letzten Viertel des 19. Jahrhunderts erbaut wurde. Die Kirche ist der heiligen Elisabeth, dem heiligen Michael und den heiligen Engeln geweiht und befindet sich im Stadtzentrum von Gent.

### Baugeschichte
1874 mussten die 700 Bewohner, hundert Frauen und sechshundert Beginen, auf Druck der liberalen Stadtverwaltung den Alten Beginenhof St. Elisabeth in Gent verlassen. Für die Gemeinschaft wurde unter der Leitung des Architekten Jean-Baptiste Bethune eine Kirche gebaut. Der Bau begann mit der Grundsteinlegung am 29. September 1873. Die Einweihung erfolgte zwei Jahre später. Es handelt sich um eine basilikale Kirche mit neun Jochen und drei Schiffen. Der runde Treppenturm steht auf einem polygonalen Sockel. Das Backsteingebäude hat eine schlanke Form im neugotischen Stil mit einem hohen Kirchenschiff unter einem steilen, mit Schiefer gedeckten Satteldach mit sechs Gauben. Ein schlanker Dachreiter auf dem Chor hat einen Spitzhelm.

### Ausstattung
Die Gestaltung des Innenraums stammt größtenteils von Bethune, darunter vier Beichtstühle, die Kanzel und das Chorgestühl. Auch der Kalvarienberg an der Ostfassade der Kirche stammt aus seiner Hand.
Die Kirche wurde von spezialisierten Genter Handwerkern gebaut, die auch das Mobiliar und die Glasfenster anfertigten. Das schlanke Backsteingebäude ist im neugotischen Stil gehalten. An der Nordwestecke befindet sich ein runder Treppenturm. Als der Herzog von Arenberg, der Mäzen des Beginenhofs, 1875 starb, wurde an der Ostfassade eine Grabkapelle errichtet, vor der sich die Kalvarienberg-Statuengruppe befindet. Die Orgel ist ein Werk aus der Zeit um 1875 und wurde von Jos Stevens erbaut.